# Magdalenabloemkroonkolibrie
De magdalenabloemkroonkolibrie (Anthocephala berlepschis) is een vogel uit de familie Trochilidae (kolibries). De vogel is genoemd naar de Duitse ornitholoog Hans Graf von Berlepsch.

## Verspreiding en leefgebied
Deze soort is endemisch in Colombia en komt voor in de vallei van de rivier de Magdalena in het midden van Colombia.

## Status
De grootte van de populatie is in 2016 geschat op 1000-4500 volwassen vogels. Op de Rode lijst van de IUCN heeft deze soort de status kwetsbaar.  